# 糧船灣碼頭
糧船灣碼頭（英語：Leung Shuen Wan Pier）位於香港新界西貢區糧船灣，是一個小型的公眾碼頭。根據土木工程拓展署建議，該碼頭將進行改善工程，預料在2022年年中開工，約2024年中年建成。來往西貢、滘西村至糧船灣的街渡航線於2023年11月11日啟航。